# Albert Vande Weghe
Albert Joseph Vande Weghe (ur. 28 lipca 1916 w Nowym Jorku, zm. 13 sierpnia 2002 w Tulsie) – amerykański pływak, srebrny medalista letnich igrzyskach olimpijskich w Berlinie 1936 na dystansie 100 m stylem grzbietowym.